# Велосипед для велокросса

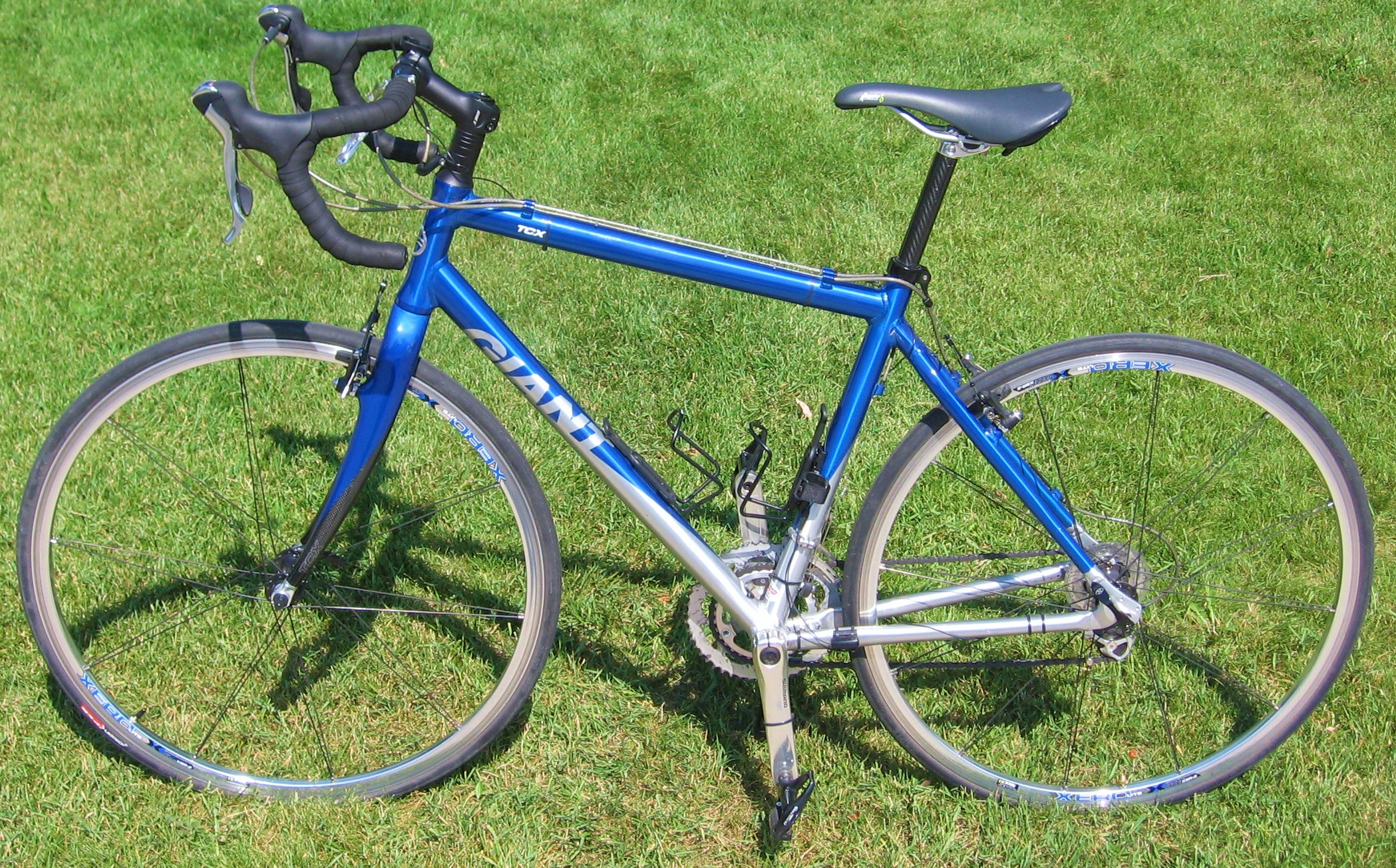
TCX Циклокроссовый велосипед Giant для дорожных гонок

Велосипед для велокросса (также велокроссовый велосипед, циклокроссовый велосипед) — специализированный велосипед для этого вида спорта, по сути шоссейный велосипед с повышенной проходимостью.

## Особенности
Благодаря колёсам диаметром 622 мм, рулю-«барану», шоссейным манеткам Dual-control и жёсткой вилке, велокроссовый велосипед с первого взгляда может быть спутан с шоссейным гоночным. Однако это различные классы велосипедов — по своим характеристикам велокроссовый велосипед находится между шоссейным гоночным велосипедом и дорожным гибридом.
Велокроссовый велосипед имеет три важнейшие особенности, отличающие его от шоссейного:
- относительно толстая внедорожная резина;
- измененная геометрия рамы.
- кантилеверные или дисковые тормоза

Поскольку велокросс проводится в сложных дорожных условиях, требуется установка соответствующей резины. Это «зубастые» покрышки 622х33…35 мм (пример регламента UCI) или более широкие, которые «режут грязь» и обладают хорошим сцеплением с грунтом. Замена покрышек влечёт за собой и другие модификации: большие грязевые зазоры рамы и вилки, изготовляемые в усиленном исполнении, и дисковые или кантилеверные тормоза вместо клещевых.

## Геометрия
Геометрия велокроссовой рамы адаптирована под относительно невысокие «грунтовые» скорости, с одной стороны, и под переноску велосипеда на плече — с другой. Для кроссовой рамы характерны более длинные нижние перья, чем у шоссейной, меньший угол наклона рулевой колонки (70° против 73°) и отсутствие завала верхней трубы рамы (ряд шоссейных рам также не имеет слопинга). По сравнению с шоссейным велосипедом, велокроссовый будет иметь лучшую управляемость на низких скоростях.